# 전식
전식(全湜, 1563년 ~ 1642년) 조선의 문신이다. 본관은 옥천(沃川). 자는 정원(淨遠), 호는 사서(沙西).

## 생애
1563년, 태어나 서애 류성룡(柳成龍), 여헌 장현광(張顯光) 의 문인으로 1589년(선조 22) 진사시에 합격하고, 1592년 임진왜란이 일어나자 의병을 모아 왜적을 토벌해 많은 전과를 올렸으며, 김응남(金應南)의 추천으로 연원도찰방(連原道察訪)이 되었다.
1603년 식년 문과에 병과로 급제해 1607년 전적·예조좌랑과 정랑을 거쳐, 1611년 울산판관 되었다. 1612년 전라도도사가 되었으나 광해군의 실정으로 벼슬을 단념하고 정경세(鄭經世)·이준(李埈) 등과 산수를 유람해 세칭 상사(商社)의 삼로(三老)라 일컬어졌다. 1623년(인조 1) 인조반정으로 새 왕이 등위하자 예조정랑에 이어 수찬·교리가 되어 경연(經筵)에 참석하였다.
1624년 이괄(李适)의 난이 일어나자 태복시정(太僕寺正)이 되어 왕을 호종(扈從), 천안에 이르러 집의가 되었으며, 연평군(延平君)이귀(李貴)와 원수 장만(張晩)의 실책을 논하였다. 이어 병조참의·병조참지에 승진했으나 나가지 않고 고향에 돌아갔다.
1636년 병자호란이 일어나자 의병을 일으켜 적을 방어했고, 왕이 도성으로 돌아오자 부제학에 임명되었다. 그 뒤 예조참의와 예조참판에 임명되고 가선대부(嘉善大夫)에 승계(陞階)했으나 사양하였다.
1638년 대사간·대사헌을 거쳐 예조참판·대사성이 되었다. 왕이 순검사에 명해 하삼도의 수군을 정비하게 했으나 적절한 시책이 아니라고 반대하였다. 1642년 자헌(資憲)의 품계에 오르고 지중추부사 겸 동지경연춘추관사(知中樞府事兼同知經筵春秋館事)에 임명되었다.

## 사후
사후 좌의정에 추증되었고, 시호는 충간(忠簡)이다.

## 가족 관계
- 증조부 : 전팽조(彭祖)
  - 조부 : 전혼(焜)
    - 부 : 전여림(汝霖)
    - 모 : 월성 이씨(月城李氏), 참봉 이신(李信)의 딸

- - 아들 전극항(全克恒, 1590~1636)

## 저술
- 《사서집(沙西集)》

## 관련 문화재
- 전식 초상 (충청북도 유형문화재 제171호)
- 상주 사서 전식 신도비 (경상북도 유형문화재 제419호)